# Aiud

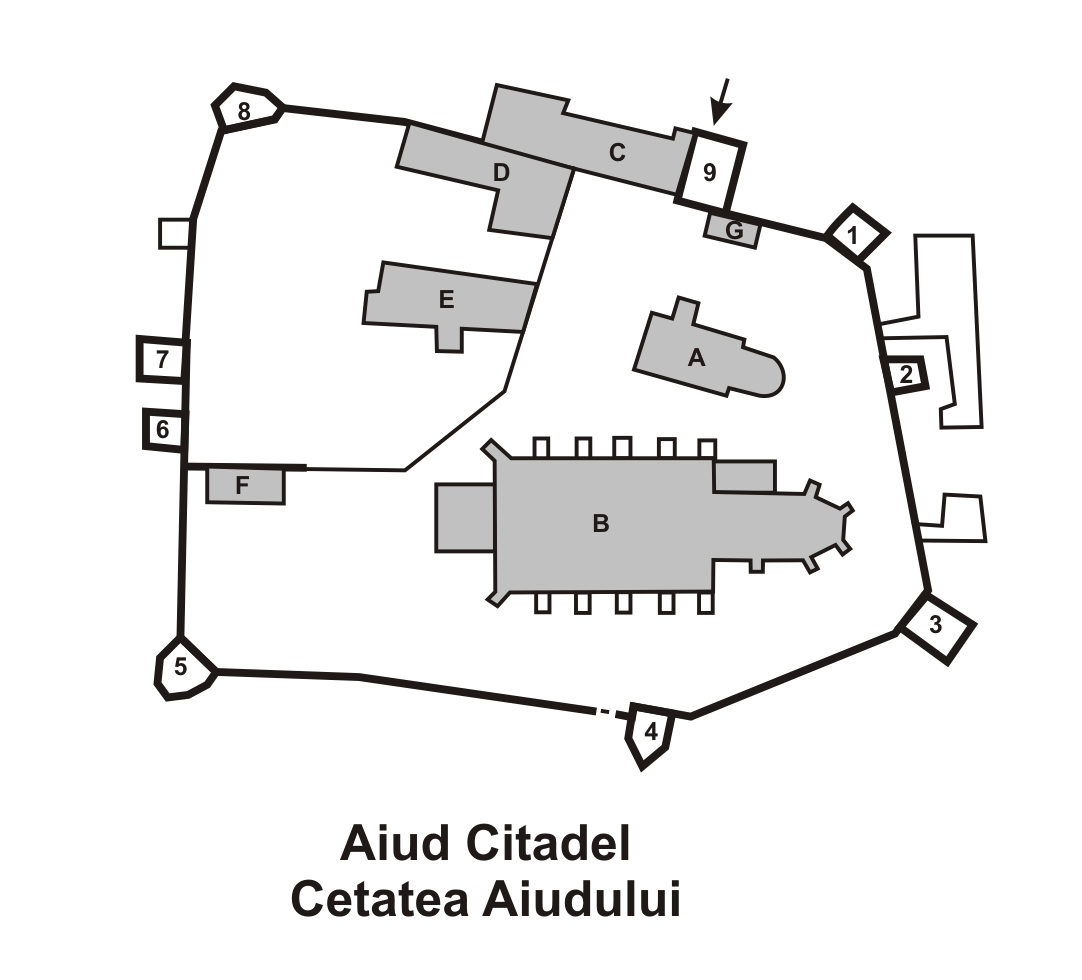
Plan de la citadelle.

Aiud (en hongrois : Nagyenyed, en allemand : Straßburg am Mieresch) est une municipalité de Roumanie, située dans le județ d'Alba en Transylvanie. Cette municipalité est située entre Alba Iulia, ancienne capitale médiévale de Transylvanie et Cluj-Napoca, l'actuelle capitale administrative de la région.

## Localisation
Aiud est situé à 32 km au nord d'Alba Iulia et à 37 km au sud de Turda.

## Histoire
Plusieurs sépultures celtes ont dévoilé différents objets caractéristiques du IIIe siècle av. J.-C. ainsi qu'un poignard scythe et une panoplie laténienne.
Jusqu'au XVIIe siècle, Aiud était une ville de la principauté de Transylvanie, centre artisanal et marché agricole.
Devenue possession Habsbourgeoise en 1699, Aiud est rattachée depuis le 1er décembre 1918 à la Roumanie. Elle a subi les régimes dictatoriaux carliste, fasciste et communiste de février 1938 à décembre 1989, mais connaît à nouveau la démocratie depuis 1990.

## Villages
La municipalité administre dix villages :
- Aiudul de Sus
- Ciumbrud
- Gâmbaș
- Gârbova de Jos
- Gârbova de Sus
- Gârbovița
- Măgina
- Păgida
- Sâncrai
- Țifra

## Tourisme
- La citadelle d'Aiud, une des plus vieilles de Roumanie (XIIIe – XVIe siècles).
- Le château Bethlen (XVIe – XVIIe siècles), ayant appartenu au prince transylvain Gábor Bethlen (1612-1629). À l'intérieur, on trouve un musée des sciences naturelles.
- Musée d'histoire (à l'intérieur de la citadelle)
- Réserve naturelle Pădurea Sloboda (20 hectares)
- Cheile Aiudului

## Démographie
Lors du recensement de 2011, 74,11 % de la population se déclarent roumains, 14,7 % hongrois, 4,06 % roms (6,98 % ne déclarent pas d'appartenance ethnique et 0,12 % déclarent appartenir à une autre ethnie).

## Politique
| Période                                  | Période  | Identité            | Étiquette | Qualité |
| ---------------------------------------- | -------- | ------------------- | --------- | ------- |
| Les données manquantes sont à compléter. |          |                     |           |         |
| 2004                                     | 2016     | Mihai Horațiu Josan | PNL       |         |
| 2016                                     | En cours | Oana Badea          | PNL       |         |

| Parti | Parti                                      | Sièges |
| ----- | ------------------------------------------ | ------ |
|       | Parti national libéral (PNL)               | 8      |
|       | Parti social-démocrate (PSD)               | 6      |
|       | Union démocrate magyare de Roumanie (UDMR) | 3      |
|       | Alliance des libéraux et démocrates (ALDE) | 1      |
|       | Indépendant                                | 1      |

## Jumelages
- Dingelstädt (Allemagne)
- Gyomaendrőd (Hongrie)
- Cusset (France)
- Tcherepovets (Russie)
- Ponte de Sor (Portugal)
- Siklós (Hongrie)
- Mégare (Grèce)